# Henk Alkema
Henk Alkema (Harlingen, 20 november 1944 – Utrecht, 4 augustus 2011) was een Nederlands componist, pianist en muziekpedagoog.

## Levensloop
Alkema studeerde aan het Koninklijk Conservatorium in Den Haag bij Léon Orthel; vanaf 1976 bij Willem Frederik Bon; daarna bij Zsolt Deáky en Huub Kerstens.
Gedurende zijn studie was hij als pianist voor jazz en als improvisator actief. Talrijke opnames voor de omroep heeft hij op zijn naam staan met zelf samengestelde bezettingen en ook met bekende orkesten. Hij was medeoprichter en componist van de theatergroep Honoloeloe. In 1978 werd hij docent aan de Muziek Pedagogische Akademie in Leeuwarden en vanaf 1983 docent aan het Utrechts Conservatorium. Later werd hij coördinator Lichte Muziek en van 1994 tot 1996 was hij waarnemend directeur. Hij was visiting artist aan het befaamde Berklee College of Music in Boston, Massachusetts en aan de School of Fine Arts van de Universiteit van Montana in Missoula.
Vanaf 1970 leidde Alkema diverse omroepensembles bij AVRO, KRO, TROS, VARA en de Wereldomroep. Behalve voor deze ensembles componeerde en arrangeerde hij ook voor orkesten geleid door Benny Behr, Rogier van Otterloo, Rob van Kreeveld, Bert Paige, Herman Schoonderwalt en Willy Schobben.

## Composities

### Werken voor orkest
- 1978 Intrada voor orkest
- 1982 De zee (De sé) voor 3-stemmig gemengd koor (SABar) en orkest - tekst: Hessel van der Wal (Friese tekst)
- 1985 Sin-fonia voor kamerorkest
- 1987 Vijf schetsen voor variabel ensemble
  1. Het klussen
  2. De wandeling
  3. Het nadenken
  4. Fanfare
  5. Slotlied
- 1989 Kleine symfonie voor solo viool en kamerorkest
  1. Intrada
  2. Marsch
  3. J.W.
  4. Finale
- 2009 Glass, voor fluit en orkest

### Werken voor harmonie- of fanfareorkest
- 1979 Koper en slagwerk (Brass and percussion) voor 2 trompetten, 2 hoorns, 2 trombones, tuba en 8 slagwerkers
- 1982 Openen en sluiten voor 2 fluiten, 2 hobos, 2 klarinetten (2. ook basklarinet), 2 hoorns en 2 fagotten
- 1991 La bête
- 1996 Fin de siècle
- 1997 The monks voor harmonieorkest
- 1999 Mater dolorosa voor saxofoon-kwartet en harmonieorkest
- 2000 Songs of praise and pain (DOEFF) voor fanfareorkest
- 2002 Das Harmonie Orchester stellt sich vor voor spreker/recitant en harmonieorkest
  1. Ouverture/Introductie (Rondo)
  2. Introductie tot de houtblazers
  3. Intermezzo
  4. Introductie tot de koperblazers
  5. Introductie tot de melodische percussie-Introductie tot de ritmische percussie
  6. Finale
- 2004 Black heat voor harmonieorkest
- 2005 Eva, voor harmonieorkest
- 2005 Ever since seven sins, voor harmonieorkest
- 2005 The last dance, voor harmonieorkest
- 2005 Cheiron, voor harmonieorkest
- 2005-2006 All in good time, voor eufoniumsolo en harmonieorkest
- 2006 Sweet Anna, voor harmonieorkest
- 2006 Dark Night, voor harmonieorkest
- 2006 Fresh Breeze, voor harmonieorkest

### Muziektheater

#### Opera's
| Voltooid in | titel        | aktes   | première                                     | libretto                                           |
| ----------- | ------------ | ------- | -------------------------------------------- | -------------------------------------------------- |
| 1990-1991   | Rixt         | 2 aktes | 1995, Leeuwarden, De nieuwe Harmonie         | Mark Valencia Friese vertaling: Geert van der Meer |
| 2003        | Bonifatius   |         | 09 september 2004, Leeuwarden, "De Harmonie" | Peter te Nuyl                                      |
| 2006        | De Invitatie |         |                                              |                                                    |

### Missen, cantates en gewijde muziek
- Hooglied cantate, voor 2 solisten, koor en instr. ensemble

### Vocale muziek
- 1975 Ten Zen songs voor mezzosopraan (of bariton) en piano
  1. The search for the bull
  2. Discovering the footprints
  3. Perceiving the bull
  4. Catching the bull
  5. Taming the bull
  6. Riding the bull home
  7. The bull transcended
  8. Both bull and self transcended
  9. Reaching the source
  10. In the world
- Lieten, liederencyclus voor bariton en strijkkwartet en klarinet. (Kan ook alleen met piano.)
- The Songs of Rita Joe, 18 liederen voor mezzo en piano
- Lets have peace please (vrede leven), voor 3 zangers en instr. ensemble

### Kamermuziek
- 1979/1980 Sonatine voor altsaxofoon en piano
  1. Interessant, maar gaat u door
  2. Waar heb ik dit meer gehoord?
  3. Zo is het genoeg
- 1983/1984 Saxofoonkwartet no.1
- 1986 Just music for altsaxofoon en marimba
- 1988 Op avontuur voor tenorsaxofoon en piano
- 1991 Pex voor vijf saxofoons
  1. Pentakels
  2. Secondes
  3. Kwartieren
  4. Verwijten
  5. Vaart
  6. Terugblik (Coda)
- 1992 Sweet pain voor 8 celli
- 2007 Four women, voor sopraansaxofoon en piano
- 2007 Sailor Talk voor gitaar en piano

### Andere werken
- 1980 Quaquaraqua, balletmuziek voor altsaxofoon, accordeon, piano, viool, altviool en cello
- 1991 Double scorpio voor marimba solo en 10 accordeons

### Werken voor piano
- 2011 4 Jazz-etudes
  1. Etude for Ann
  2. Black Heat
  3. All the things you were
  4. Bruine suiker

### Werken voor orgel
- Après la mort, voor orgel

### Werken voor beiaard
- Het verborgen uur, voor beiaard